# Marc Seylan
Marc Seylan (* 27. November 1992 in Saint-Denis) ist ein Schweizer Basketballspieler.

## Laufbahn
Der Sohn eines Schweizers mit türkischen Wurzeln sowie einer aus Benin stammenden Mutter wuchs in Paris auf. Als Jugendlicher lebte er mit seiner Familie kurzzeitig in Zürich, ehe man nach Frankreich zurückkehrte. Er spielte Basketball bei Stade Français, Paris-Levallois, GC Zürich und Paris Basket Racing, ehe er in die Vereinigten Staaten ging, wo er zunächst für die Basketballmannschaft der St. John’s Northwestern Military Academy (Bundesstaat Wisconsin) spielte. Im Spieljahr 2013/14 gehörte er zur Mannschaft des in Chicago gelegenen Kennedy-King College. Er wechselte anschliessend ans New Mexico Military Institute und spielte dort während der Saison 2014/15. Von 2015 bis 2017 stand Seylan im Aufgebot der University of Maryland Eastern Shore (erste Division der NCAA). In insgesamt 45 Einsätzen erzielte er für die Mannschaft der „UMES“ 1,1 Punkte je Begegnung.
Im Vorfeld der Spielzeit 2017/18 wechselte Seylan zum BC Boncourt in die Nationalliga A. Dort blieb er eine Saison und war anschliessend bis Februar 2019 vereinslos, als er vom Nationalligisten Pully Basket verpflichtet wurde. Im Sommer 2019 ging er zum BC Boncourt zurück. Anfang Januar 2022 wechselte Seylan von Boncourt zu den Lions de Genève.
Im Juli 2022 vermeldete Starwings Basket Regio Basel seine Verpflichtung.